# BS그룹
1978년 설립 된 보성기업을 모태로한 대한민국의 기업집단. 지주회사는 (주)BS보성이며 주요 계열사로는 종합건설사인 (주)BS한양, 부동산 개발사인 (주)BS산업 등이 있다.
2025년 1월 사명을 'BS'로 변경했다.